# Villem Kapp
Villem Kapp   (Suure-Jaani, 25 d'agost de 1913 (Julià) - Tallinn, 24 de març de 1964) va ser un compositor estonià.
Villem Kapp és el nebot del compositor estonià Artur Kapp (1878-1952). El pare de Villem (1870-1938) va dirigir el conegut cor mixt Ilmatar de Suure-Jaani.
Villem Kapp va completar els seus estudis d'òrgan amb August Topman el 1938 i la composició l'estudià amb Heino Eller el 1944. A més, Kapp també va estudiar amb el seu oncle Artur Kapp al Conservatori de Tallin.
El 1938/39 Kapp va treballar com a organista a Tartu i va dirigir nombrosos coneguts cors. Després de la Segona Guerra Mundial, va treballar principalment com a compositor i va ensenyar des de 1944 fins a la seva primerenca mort al conservatori estatal de Tallinn, la composició.
L'obra de Villem Kapp es caracteritza per una gran varietat de melodies. Kapp està fortament relacionat amb el romanticisme nacional. El 1950, Kapp va ser guardonat amb el Premi Estatal de l'RSS d'Estònia i el 1963 l'Artista Popular de la República Socialista Soviètica d'Estònia.
El 1971, el municipi de Suure-Jaani va obrir un museu dedicat a la vida i obra de la família de músics Kapp.

## Obres
Llista incompleta:
- Ööpoeem (per a Orquestra Simfònica, 1942)
- Põhjarannik (poema coral heroic, 1958)
- Lembitu (Òpera, 1961) - Potser Magnum Opus de Kapp; Una òpera històrica basada en la lluita d'Estònia per la independència al segle xiii, que inclou la batalla del dia de Sant Mateu i l'ancià estonià homònim del comtat de Sakala i cap militar. L'antic comtat de Sakala incloïa les àrees on va créixer Kapp, de manera que els temes estaven especialment a prop del seu cor.[2]
- Kevadele (Cantata, 1963)

A més d'aquestes, Kapp també va escriure dues simfonies (el 1947 i el 1955), així com més de seixanta cançons corals i solistes.

## Discografia parcial
- Simfonia núm. 2 - sobre "Baltic Voyage: Heroic Symphonies From Estonia", Neeme Järvi i la BBC Philharmonic Orchestra.
- Elegie - a "Silent Moods", Juha Kangas i lOrquestra de Cambra d'Ostrobothnian.
- Põhjarannik - a "Neeme Jarvi: 70th Birthday Jubilee", Neeme Järvi, Kristjan Järvi, Cor Nacional Masculí d'Estònia i Orquestra Simfònica.